# Роналд Паризи
Роналд Антъни Паризи (на английски: Ronald Anthony Parise) е американски учен и астронавт на НАСА, участник в два космически полета. Умира от мозъчен тумор на 9 май 2008 г.

## Образование
Роналд Паризи е завършил колеж в родния си град през 1969 г. През 1973 г. получава бакалавърска степен по физика и математика от Youngstown State University, Охайо. През 1977 г. става магистър по астрономия и геология в същото висше учебно заведение. През 1979 г. защитава докторат по астрономия в университета на Флорида.

## Служба в НАСА
Р. А. Паризи е избран за астронавт от НАСА на 20 юни 1984 г., Астронавтска група ASTRO-1. Участник в два космически полета.

### Космически полети
| Космически полети на Роналд Антъни Паризи                  | Космически полети на Роналд Антъни Паризи | Космически полети на Роналд Антъни Паризи | Космически полети на Роналд Антъни Паризи | Космически полети на Роналд Антъни Паризи | Космически полети на Роналд Антъни Паризи | Космически полети на Роналд Антъни Паризи |
| №                                                          | Дата                                      | КК                                        | Емблема на мисията                        | Функции                                   | Продължителност                           |                                           |
| ---------------------------------------------------------- | ----------------------------------------- | ----------------------------------------- | ----------------------------------------- | ----------------------------------------- | ----------------------------------------- | ----------------------------------------- |
| 1                                                          | 2 декември 1990                           | „Колумбия“, STS-35                        |                                           | Специалист по полезния товар              | 8 денонощия 23 часа 05 мин. 08 сек.       |                                           |
| 2                                                          | 2 март 1995                               | „Индевър“, STS-67                         |                                           | Специалист по полезния товар              | 16 денонощия 15 часа 08 мин. 48 сек.      |                                           |
| Сумарно време в космоса – 19 дни 06 часа 52 мин. и 56 сек. |                                           |                                           |                                           |                                           |                                           |                                           |